# Osame Sahraoui
Pour les articles homonymes, voir Sahraoui.
Osame Sahraoui (en arabe : أسامة الصحراوي), né le 11 juin 2001 à Oslo en Norvège, est un footballeur international marocain qui évolue au poste d'ailier gauche au LOSC Lille.

## Biographie

### Naissance, origines et enfance (2001-2013)
Né à Oslo, Norvège, Osame Sahraoui provient d'une famille marocaine de quatre enfants, comprenant trois filles et un garçon. Il grandit dans le quartier résidentiel de Hauketo, situé dans le district de Søndre Nordstrand dans la banlieue de la capitale norvégienne. Fils de Jaafar Sahraoui et neveu maternel de l’ancien footballeur professionnel Mohammed Fellah, il est issu d'un milieu où le football occupe une place importante. Sa mère, Samira Fellah, travaille en tant qu'assistante d'enseignement dans une école[réf. nécessaire]. Son père, bien qu'ayant des ambitions footballistiques durant son adolescence, choisit une voie différente en quittant son village natal de Beni Bouayach, situé près d'Al Hoceïma au nord du Maroc, pour émigrer en Norvège en quête d'opportunités.
À l'âge de huit ans, Osame Sahraoui, influencé par sa passion naissante pour le football développée à l'école, demande à son père de l'inscrire dans un club. Jaafar Sahraoui accède à sa demande et inscrit son fils au Hauketo IF, un club amateur local. Dès lors, Osame est régulièrement accompagné par son père aux entraînements, matchs, et tournois. Après un entraînement au Hauketo IF, il est promu de l’équipe 2001 à l’équipe 2000. Le jeune Sahraoui consacre une grande partie de son temps à perfectionner ses compétences en dribble, en partie grâce aux conseils de son père, qui l'encourage à "danser avec le ballon", inspiré par le style de jeu brésilien riche en dribbles.
Pendant sa jeunesse, en particulier à l'âge de quatorze ans, Osame Sahraoui rencontre des difficultés liées à des problèmes de croissance en rapport avec sa taille, ce qui suscite fréquemment des critiques. Il explique que ces remarques négatives affectent sa motivation, les critiques affirmant qu'il ne réussira jamais dans le football en raison de sa stature, malgré ses compétences techniques remarquables.

### Formation en Norvège (2014-2023)
En juillet 2014, il rejoint le Vålerenga Fotball. Il évolue avec toutes les catégories inférieures jusqu'en mai 2019, lorsqu'il signe son premier contrat professionnel. Son oncle, Mohammed Fellah, devient alors également son agent.
Il réalise ses débuts avec l'équipe première le 21 juin 2020, face au Stabæk Fotball, lors de la deuxième journée de la saison 2020 du championnat de Norvège. Ce jour-là, il entre en jeu et les deux équipes se neutralisent (2-2). Il inscrit son premier but lors d'un match de championnat face au Strømsgodset IF, le 26 juillet 2020. Il ouvre le score sur une passe décisive de Christian Borchgrevink et son équipe s'impose par deux buts à zéro.
En août 2022, il refuse une offre du Galatasaray SK à cause d'un désaccord avec le club.

### SC Heerenveen (2023-2024)
Le 31 janvier 2023, il quitte son club formateur pour s'engager pour trois saisons au SC Heerenveen pour un montant de 1,7 million d'euros. Il intègre ainsi un effectif entraîné par Kees van Wonderen.
Le 4 février, il joue son premier match avec le club en entrant en jeu à la 70e minute à la place de Simon Olsson, à l'occasion d'un match de championnat contre le FC Utrecht, offrant ainsi la victoire à son équipe sur un score d'un but à zéro. Le 19 février, à l'occasion de sa première titularisation contre le SC Cambuur, il inscrit son premier but (victoire, 1-2).
Il termine ainsi la saison 2023-2024 à la 11e place du classement de l'Eredivisie.

### LOSC Lille (depuis 2024)
Le 1er aout 2024, Osame Sahraoui s'engage pour un contrat de cinq ans avec le LOSC Lille pour un montant de 8 millions d'euros. Il effectue ses premières minutes de jeu sous les couleurs de son nouveau club en entrant en jeu contre le Fenerbahçe en tour préliminaire de la Ligue des champions.
Pour sa quatrième titularisation à Lille, Osame Sahraoui livre un match de qualité et distille deux passes décisives pour Jonathan David, permettant à son équipe de renouer avec la victoire après 5 matchs de disette. Quelques jours plus tard, le 2 octobre 2024, il entre en jeu lors d'un match de Ligue des champions contre le Real Madrid et participe ainsi à la victoire de 1-0. 3 jours plus tard, face à Toulouse, il délivre une nouvelle passe décisive, cette fois-ci pour Angel Gomes.
Le 11 décembre 2024, il inscrit son premier but en Ligue des champions contre le SK Sturm Graz, grâce à une action individuelle (victoire, 3-2),.

### En équipe nationale

#### Entre la Norvège et le Maroc
D'origine marocaine, il rejoint l'équipe du Maroc des moins de 17 ans pour un stage de préparation. Cette convocation attire rapidement l'intérêt de la presse norvégienne, qui catégorise Sahraoui parmi les joueurs les plus talentueux du centre de formation de Vålerenga.
Osame Sahraoui représente la Norvège dans les équipes de jeunes. Il est notamment appelé avec l'équipe de Norvège espoirs en septembre 2020. Dans les catégories inférieures de la sélection norvégienne, il est considéré comme étant l'un des meilleurs espoirs de l'histoire du championnat. Il est retenu avec les espoirs pour participer au championnat d'Europe espoirs en 2023.
Quelques mois après cet Euro espoirs, en septembre 2022, il indique qu'il attend le moment approprié pour prendre une décision concernant sa sélection nationale. Il exprime avoir également une affection pour le Maroc et précise que ses sentiments personnels seront déterminants dans son choix final.
Le sélectionneur de l'équipe nationale norvégienne, Ståle Solbakken, découvre l'intérêt de Sahraoui pour le Maroc lors d'un match de championnat important contre Lillestrøm SK. Solbakken souligne que le choix de Sahraoui doit être basé sur ses propres sentiments, sans être influencé par des considérations tactiques.

#### Débuts avec la Norvège et forfaits (2023-2024)
Le 29 août 2023, il reçoit sa première convocation avec l'équipe première de Norvège sous la houlette de Ståle Solbakken. Cette convocation a lieu quelques jours après une polémique autour du père du joueur qui déclare : « La fédération marocaine est en train de dormir. Ils vont toujours ignorer quand il s'agit de certains joueurs ».
Il dispute alors le 7 septembre, un match amical international contre la Jordanie à l'Ullevaal Stadion d'Oslo, entrant en jeu à la 73e minute en remplaçant Sander Berge. Dans les temps réglementaires, Sahraoui délivre une passe décisive sur un sixième but norvégien inscrit par Hugo Vetlesen (victoire, 6-0). Lors de la conférence d'après match, Sahraoui explique au micro avoir fait « un choix difficile » en acceptant cette convocation.
Convoqué lors de la trêve internationale de novembre 2023 pour faire face aux îles Féroé en amical, et aux qualifications de l'Euro 2024 contre l'Écosse, le joueur déclare forfait pour une blessure inconnue.
Convoqué également en mars 2024, Osame Sahraoui annonce à nouveau son absence due à une blessure, et est aussitôt remplacé par Antonio Nusa,.
Convoqué en août 2024 avec la Norvège, il décline la convocation pour des raisons de changement de nationalité sportive,. Il fait part au sélectionneur de la Norvège, Ståle Solbakken, son souhait de représenter le Maroc désormais.
Ne possédant pas les papiers marocains, son père révèle un travail administratif pour obtenir les papiers et un passeport marocain, afin d'être convoqué pour la prochaine trêve internationale par Walid Regragui, sélectionneur du Maroc.

#### Changement de nationalité sportive: Maroc (depuis 2024)
Le 26 septembre 2024, la fédération marocaine officialise via un communiqué, le changement de nationalité sportive d'Osame Sahraoui, devenant ainsi éligible pour jouer avec le Maroc,,. Il dispute ainsi son premier match, le 15 octobre 2024 contre la République centrafricaine dans le cadre des qualifications à la CAN 2024, entrant en jeu à la 68e minute à la place d'Ez Abde (victoire, 0-4). Il déclare plus tard à propos de ses débuts en sélection : « Je pense que c’est une expérience fantastique pour moi. Je suis fier que le coach (Walid Regragui) ait reconnu mon jeu. Nous avons eu des discussions ensemble et j’apprécie énormément son ambition ainsi que sa philosophie ».

## Style de jeu
Osame Sahraoui est un joueur doté d'une capacité de dribbles et de jeu en un contre un. Il excelle particulièrement sur l'aile gauche, où il utilise ses qualités de dribbleur pour créer des opportunités offensives. Sahraoui se distingue par sa capacité à manœuvrer avec aisance dans les petits espaces, ce qui lui permet de conserver et de protéger le ballon sous pression. Sa technique rapprochée est également notable, lui permettant de maintenir un contrôle précis du ballon et de réaliser des actions techniques complexes. Ces attributs font de lui un joueur de qualité au niveau international, selon son sélectionneur Ståle Solbakken, capable d'apporter une contribution significative dans des situations de jeu serrées et exigeantes.
Lors de ses débuts en Norvège, il adopte le surnom Driblekongen (en français : Le roi du dribble) à travers les supporters et les médias.

## Statistiques
| Saison                | Club                  | Championnat           | Championnat | Championnat | Championnat | Coupe(s) nationale(s) | Coupe(s) nationale(s) | Coupe(s) nationale(s) | Supercoupe | Supercoupe | Supercoupe | Compétition(s) continentale(s) | Compétition(s) continentale(s) | Compétition(s) continentale(s) | Compétition(s) continentale(s) | Total | Total | Total |
| Saison                | Club                  | Division              | M.          | B.          | P.d.        | M.                    | B.                    | P.d.                  | M.         | B.         | P.d.       | Comp.                          | M.                             | B.                             | P.d.                           | M.    | B.    | P.d.  |
| 2020                  | Vålerenga             | Eliteserien           | 28          | 5           | 7           | -                     | -                     | -                     | -          | -          | -          | -                              | -                              | -                              | -                              | 28    | 5     | 7     |
| 2021                  | Vålerenga             | Eliteserien           | 27          | 2           | 6           | 3                     | 0                     | 1                     | -          | -          | -          | -                              | -                              | -                              | -                              | 30    | 2     | 7     |
| 2022                  | Vålerenga             | Eliteserien           | 29          | 6           | 5           | 2                     | 0                     | 0                     | -          | -          | -          | C4                             | 2                              | 0                              | 0                              | 33    | 6     | 5     |
| Sous-total            | Sous-total            | Sous-total            | 84          | 13          | 18          | 5                     | 0                     | 1                     | -          | -          | -          | -                              | 2                              | 0                              | 0                              | 91    | 13    | 19    |
| 2022-2023             | Sc Heerenveen         | Eredivisie            | 17          | 1           | 6           | 2                     | 0                     | 0                     | -          | -          | -          | -                              | -                              | -                              | -                              | 19    | 1     | 6     |
| 2023-2024             | Sc Heerenveen         | Eredivisie            | 32          | 8           | 8           | 1                     | 0                     | 0                     | -          | -          | -          | -                              | -                              | -                              | -                              | 33    | 8     | 8     |
| Sous-total            | Sous-total            | Sous-total            | 49          | 9           | 14          | 3                     | 0                     | 0                     | -          | -          | -          | -                              | -                              | -                              | -                              | 52    | 9     | 14    |
| 2024-2025             | LOSC Lille            | Ligue 1               | 30          | 3           | 3           | 3                     | 0                     | 0                     | -          | -          | -          | C1                             | 13                             | 2                              | 3                              | 46    | 5     | 6     |
| Total sur la carrière | Total sur la carrière | Total sur la carrière | 163         | 23          | 35          | 11                    | 0                     | 1                     | -          | -          | -          | -                              | 15                             | 2                              | 3                              | 189   | 25    | 39    |

### En sélection nationale
| Saison                | Sélection             | Phases finales        | Phases finales | Phases finales | Éliminatoires | Éliminatoires | Ligue des nations | Ligue des nations | Matchs amicaux | Matchs amicaux | Total | Total |
| Saison                | Sélection             | Compétition           | M              | B              | M             | B             | M                 | B                 | M              | B              | M     | B     |
| --------------------- | --------------------- | --------------------- | -------------- | -------------- | ------------- | ------------- | ----------------- | ----------------- | -------------- | -------------- | ----- | ----- |
| 2023-2024             | Norvège               | -                     | -              | -              | -             | -             | -                 | -                 | 1              | 0              | 1     | 0     |
| 2024-2025             | Maroc                 | -                     | -              | -              | 2             | 0             | -                 | -                 | -              | -              | 2     | 0     |
| Total sur la carrière | Total sur la carrière | Total sur la carrière | -              | -              | 2             | 0             | -                 | -                 | 1              | 0              | 3     | 0     |

### En sélection norvégienne
Le tableau suivant liste les rencontres de l'équipe de Norvège dans lesquelles Osame Sahraoui a été sélectionné depuis le 7 septembre 2023 jusqu'à présent.
| # | Date             | Stade                  | Adversaire | Résultat | Minutes | Compétition  | Buts | Passes | Capitaine | Club          |
| - | ---------------- | ---------------------- | ---------- | -------- | ------- | ------------ | ---- | ------ | --------- | ------------- |
| 1 | 7 septembre 2023 | Ullevaal Stadion, Oslo | Jordanie   | 6 - 0    | 17 min  | Match amical | 0    | 1      | Non       | SC Heerenveen |

| Résultat : - G = Victoire - N = Match nul - P = Défaite |

### En sélection marocaine
Le tableau suivant liste les rencontres de l'équipe du Maroc dans lesquelles Osame Sahraoui a été sélectionné depuis le 15 octobre 2024 jusqu'à présent :

## Palmarès

### Distinctions individuelles et records
- 2021 : vainqueur du prix Norsk Tipping[43]

- 2023 : joueur ayant réalisé le plus de dribbles en un match d'Eredivisie selon Opta Sports[44]
- 2024 : vainqueur du prix "Dogue du mois de janvier" avec le LOSC Lille[45],[46]